# Зизевский
Зизевский — хутор в Новоузенском районе Саратовской области, входит в состав Куриловского муниципального образования. Основан в 1969 году.

## География
Хутор находится на расстоянии примерно 44 км (по прямой) к северо-западу от города Новоузенск, административного центра района.

### Часовой пояс
Хутор Зизевский, как и вся Саратовская область, находится в часовой зоне МСК+1. Смещение применяемого времени относительно UTC составляет +4:00.

## Население
| 2010 |
| ---- |
| 4    |

### Национальный состав
Согласно результатам переписи 2002 года, в национальной структуре населения казахи составляли 75 % из 4 чел.